# Liljeborgia geminata
Liljeborgia geminata är en kräftdjursart som beskrevs av Jerry Laurens Barnard 1969. Liljeborgia geminata ingår i släktet Liljeborgia och familjen Liljeborgiidae. Inga underarter finns listade i Catalogue of Life.